# Puch-Zweitakt-Doppelkolbenmotor

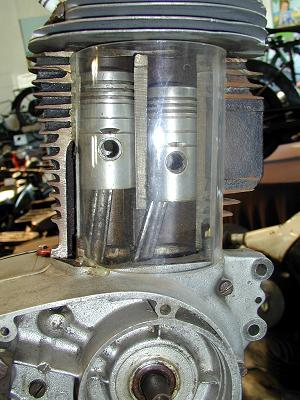
Puch-Doppelkolbenmotor: Bei diesem Puch-Zweitakt-Doppelkolbenmotor hat jeder Kolben sein eigenes Pleuel und kein Kolben hat ein Langloch für den Kolbenbolzen.

Der Puch-Zweitakt-Doppelkolbenmotor war ein gleichstromgespülter Zweitaktmotor, bei dem zwei Kolben in direkt nebeneinanderliegenden Zylindern einen gemeinsamen Brennraum haben und über ein geteiltes Pleuel auf eine Kurbelwellenkröpfung wirken. Wegen seiner technischen Eigenschaften und seines bescheidenen Kraftstoffverbrauches wurde er in Motorrädern verwendet. Die Puch-Werke in Graz stellten Motoren dieser Bauart von 1923 bis 1970 her.
Weitere wichtige Hersteller von Doppelkolbenmotoren waren Garelli  in Italien und die Triumph-Werke Nürnberg.

## Geschichte
Die Puch-Werke in Graz waren zu Beginn der 1920er-Jahre in finanzielle Schieflage geraten. Um aus der Misere zu kommen, wagte die Firmenleitung die Markteinführung eines sparsamen „Volksmotorrads“, als dessen Antriebsmaschine eine neue Erfindung und Konstruktion des italienischen Ingenieurs Giovanni Marcellino eingebaut war: der Puch-Zweitakt-Doppelkolbenmotor. Als erstes Modell kam 1923 die Puch LM auf den Markt; der Motor mit 2 × 36 mm Bohrung und 60 mm Hub (122 cm³ Hubraum) leistete etwa 2 PS (1,5 kW) bei 2500/min. Die Puch-Werke warben mit einer Höchstgeschwindigkeit von 60 km/h und gaben als Masse 42 kg an. Der Motor war quer eingebaut und eine Kette übertrug die Leistung auf das Hinterrad, das mit einer Zweigangnabe ausgestattet war und auch die Kupplung enthielt. Schon in einem Jahr war die erste Serie von 2500 Stück ausverkauft. Puch rüstete in den folgenden Jahrzehnten seine Motorräder im Hubraum-Spektrum von 125 bis 500 Kubikzentimetern mit Zweitakt-Doppelkolbenmotoren aus. Bis 1970 liefen in Graz Maschinen vom Typ Puch 250 SG(A), 250 SGS, 250 TF, 175 SV etc. mit diesen Motoren vom Band.

## Prinzip

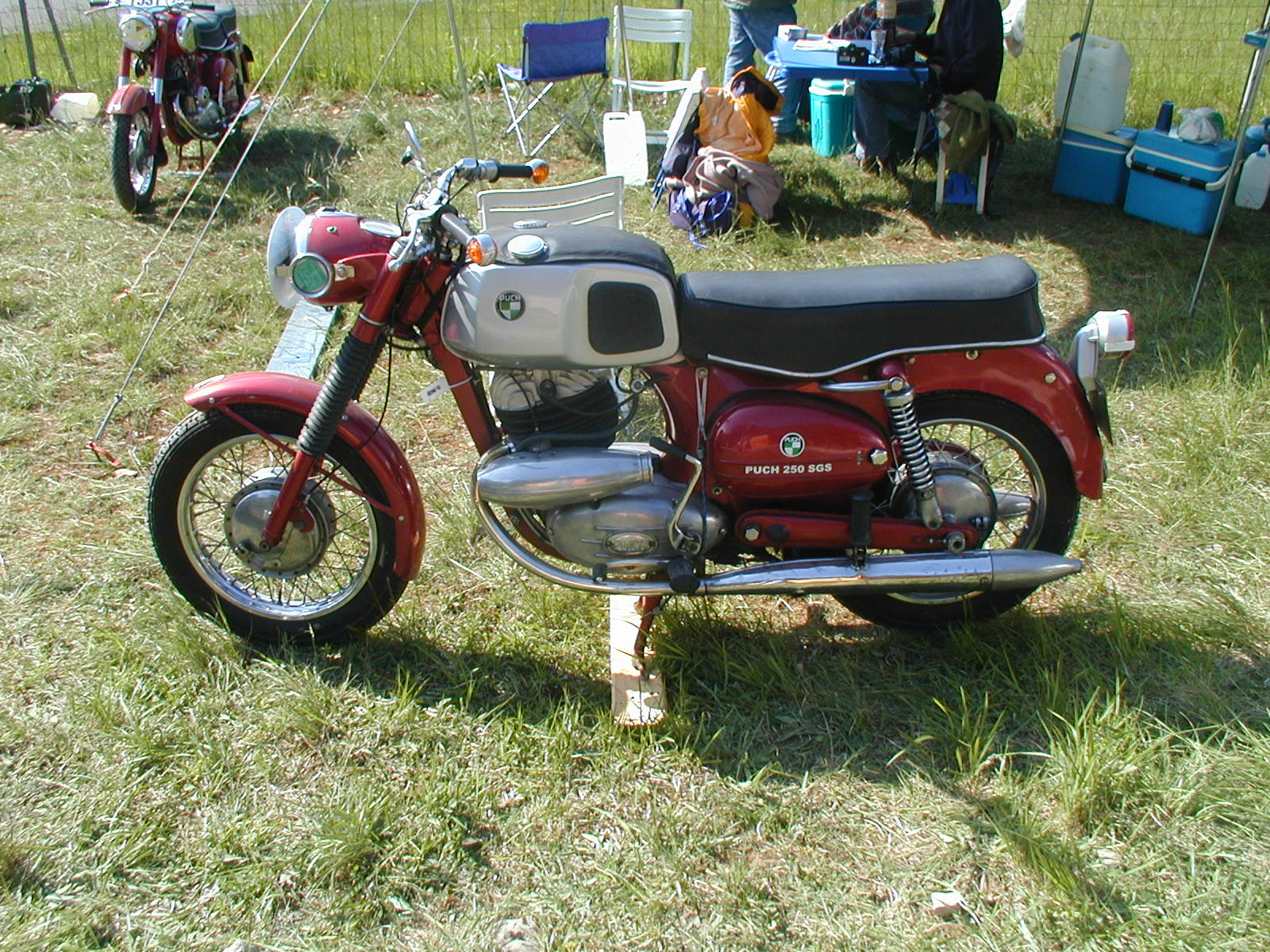
Puch SGS mit quer eingebautem 250-cm³-Doppelkolbenmotor

Beim Zweitaktmotor nach dem Puch-Doppelkolben-Prinzip wirkt jede Kurbelwellenkröpfung über ein gegabeltes oder geteiltes Pleuel und zwei Kolben in eigenen Zylindern auf einen Verbrennungsraum. Die beiden Kolben laufen nicht parallel, das heißt ein Kolben eilt beim Verdichten vor und beim Arbeitstakt nach.
Damit lässt sich das Öffnen und Schließen der Schlitze in den Zylinderwänden für den Ein- und Auslass zeitlich gut steuern (asymmetrisches Steuerdiagramm). Die Spülung im Zylinder war besser als bei anderen Zweitaktmotoren, es wurde nahezu kein Frischgas ausgestoßen. Das Ergebnis war ein geringerer Kraftstoffverbrauch. Die Motoren wurden ursprünglich längs in Motorräder eingebaut, der doppelte Zylinder wurde gleichmäßig vom Fahrtwind gekühlt.
Bei der Puch 500 waren zwei Einheiten längs hintereinander eingebaut und die hinteren Zylinder schlechter gekühlt, was der Leistung Grenzen setzte. Nach dem Zweiten Weltkrieg wurden Einzylindermotoren auch quer eingebaut, was Kühlprobleme für den hinteren Teil mit sich brachte.
Die Motoren liefen mehrere tausend Stunden ohne Reparatur und blieben sparsam; nachteilig war die Gefahr von Kolbenklemmern, wenn der Kraftstoff ausging.